# Riksbankens balansräkning
Riksbankens balansräkning, det vill säga den svenska centralbankens balansräkning, är utformad enligt traditionellt mönster med tillgångar i den vänstra kolumnen och skulder och eget kapital i den högra kolumnen. Skuldsidan visar hur verksamheten är finansierad och tillgångssidan visar vad finansieringen används till. De två sidorna är definitionsmässigt lika stora, eftersom eget kapital är skillnaden mellan tillgångar och skulder. 
En centralbanks skulder består normalt till största delen av utelöpande sedlar och mynt. Tillgångssidan domineras av guld- och valutareserven. Guldreserven är en kvarleva från tiden då sedlar och mynt kunde lösas in hos Riksbanken i utbyte mot guld. Numera motiveras guldreserven av att guldets värde normalt inte följer samma mönster som värdet på valutareserven. Valutareserven är främst tänkt som medel för Riksbankens penningpolitik och politik för finansiell stabilitet, och består av lätt omsättbara värdepapper av låg risk i utländsk valuta.  
Riksbanken har ensamrätt på utgivning av sedlar och mynt, vilka som skuldinstrument inte är räntebelastade. Detta arrangemang medför att Riksbanken har gratis finansiering för en del av sin verksamhet (se seigniorage). Riksbanken tillhandahåller konton för betalning mellan banker för att banker skall kunna betala sinsemellan och till/från Riksbanken. Detta utgör ett separat betalningssystem bara för banker kallat RIX. Bankerna kan genom repor (repurchase agreements) låna svenska kronor och kan också genom att köpa riksbankscertfikat sätta in svenska kronor hos Riksbanken. I båda fallen binds pengarna i en vecka med reporäntan som ränta. I nuläget (2017) har banksystemet på grund av Riksbankens stora stödköp av statsobligationer (QE) ett stort överskott som placeras hos Riksbanken.
Likt många andra länders centralbanker har även balansräkningen för Sveriges riksbank svällt betydligt under och efter Finanskrisen 2008-2009. 2011 tillsattes en statlig utredning kring Riksbankens balansräkning, särskilt mot bakgrund av finanskrisen. Utredningen presenterade nya ramverk för det egna kapitalet och valutareserven, liksom även villkoren för när vinst får tas ut.
Förutom vid årsredovisningen finns även en löpande, enkel, redovisning av Riksbankens tillgångar och skulder, dvs balansräkningen, i den så kallade  veckorapporten. Dessa rapporter publiceras fyra gånger per månad.

## Balansräkningen i sammandrag

### Riksbankens årsredovisning för år 2015
Enligt Riksbankens årsredovisning för 2015 utgjorde guld- och valutareserven 74 procent av tillgångarna (varav 5 procent var fordringar på IMF). 25 procent bestod av innehav av svenska värdepapper. På skuldsidan var den största posten upplåning till valutareserven från Riksgälden (36 procent) medan 34 procent bestod av svenska skulder, däribland emitterade riksbankscertifikat. Sedlar och mynt utgjorde 11 procent av skuldsidan, medan värderegleringskonton och eget kapital svarade för 15 procent.

### Riksbankens årsredovisning för år 2016
Enligt Riksbankens årsredovisning för år 2016 hade balansräkningen följande övergripande utseende:
| Tillgångar                                                                      | 2016-12-31 milj SEK | Skulder och eget kapital                                          | 2016-12-31 milj SEK |
| ------------------------------------------------------------------------------- | ------------------- | ----------------------------------------------------------------- | ------------------- |
| Guld                                                                            | 42 412              | Sedlar och mynt                                                   | 62 393              |
| Valutareserven                                                                  | 466 970             | Skuld i utländsk valuta                                           | 267 987             |
| Fordringar på IMF                                                               | 29 063              | Motpost till IMF dragningsrätter                                  | 27 540              |
| Utlåning till banker av svenska kronor                                          | 0                   | Av banker insatta svenska kronor                                  | 365 112             |
| Penningpolitiska tillgångar, svenska statsobligationer inköpte som följd av QE. | 298 645             | Övriga skulder                                                    | 2 371               |
| Övriga tillgångar                                                               | 7 722               | Eget kapital (inklusive värderegleringskonton och årets resultat) | 118 674             |
| Summa tillgångar                                                                | 844 812             | Summa skulder och eget kapital                                    | 844 812             |

## Guld- och valutareserven
Riksbankens guld- och valutareserv har som primär uppgift att vid behov ge likviditetsstöd till banker, att tillse att Sverige fullgör sin del i Internationella valutafondens (IMF:s) internationella kreditgivning och till att vid behov intervenera på valutamarknaden. I andra hand ska guld- och valutareserven ge Riksbanken, och i slutändan staten, en god avkastning. Enkelt uttryckt är den således tänkt att fungera som en buffert som kan användas för att rädda banker då de har problem med likviditeten. Detta för att minska systemrisker och säkra upp stabiliteten i det finansiella systemet

### Guldreserven

#### Uppgifter om guldreserven fram till 2018
Placeringen av Riksbankens guldreserv har historiskt omgärdats av hemlighetsmakeri. Under senare tid har det dock framkommit att guldreserven förvarats på minst tre platser i landet från 1940 till 1982: I Bodens fästning, Falun och Jönköping. Eventuellt kan en del av guldet också ha förvarats i Skåne och i Mölndal. Vart guldet flyttades 1982 är oklart, men enligt Riksbanken förvaras åtminstone en del av guldet utomlands. Störst var guldreserven vid slutet av Andra världskriget, hela 429 ton. I samband med Bretton Woods-avtalet avyttrade Riksbanken merparten av guldet för att istället hålla den guldknutna dollarn. Från senare delen av 1970-talet hölls guldmängden konstant tills 1995 då Riksbanken fortsatte att minska innehavet. Under senare år har Riksbanken enligt egen uppgift haft sin guldreserv förvarad hos centralbankerna i Storbritannien (Bank of England), Kanada (Bank of Canada), USA (Federal Reserve Bank of New York), Schweiz (Swiss National Bank) och hos Riksbanken. Riksbanken har även förvarat guld för annans räkning. 2015 var guldreserven 125,7 ton, vilket var oförändrat från året före.

#### Uppgifter om guldreserven från 2018 och framåt
I enlighet med Riksbankens strävan att vara mer transparenta redovisas sedan 2018 vilka centralbanker som förvarar guldet på uppdrag av Riksbanken. Totalt är det 5 olika platser, se tabell nedan. Storleken på Sveriges guldreserv har på senare tid varit stabil, endast små justeringar mellan förvaringsplatserna har skett.  
| Förvaringsland | Ton guld 2016 | Ton guld 2023 |
| -------------- | ------------- | ------------- |
| Kanada         | 33,2          | 33,2          |
| Schweitz       | 2,8           | 2,0           |
| Storbritannien | 61,4          | 62,2          |
| Sverige        | 15,1          | 15,2          |
| USA            | 13,2          | 13,1          |

### Valutareserven
Merparten av valutareserven utgörs av värdepapper utgivna i amerikanska dollar (USD) och euro (EUR). Dessutom har Riksbanken mindre innehav av brittiska pund (GBP), australiensiska dollar (AUD) och kanadensiska dollar (CAD), för att sprida risken. Det stora innehavet av  dollar och euro gör att valutareserven i grad påverkas av hur dessa valutor utvecklas gentemot kronan. Dock minskas riskexponeringen mot dollarn och euron  genom att Riksbanken även har skulder i dessa valutor. Tillgångarna i euro utgörs framförallt av tyska statsobligationer men även av obligationer från Frankrike,  Nederländerna, Belgien, Österrike och Italien.

## Finanskrisen och balansräkningen
I likheter med många andra västländers centralbanker, inklusive amerikanska Federal Reserve och Europeiska centralbanken (ECB), ökade Riksbanken sin utlåning till banksektorn dramatiskt under finanskrisen 2008-2010. För Riksbankens koncentrerades ökningen till tre månader hösten 2008 då balansräkningen svällde från omkring 200 miljarder till omkring 700 miljarder kronor.
Riksbankens förste vice ordförande Kerstin af Johnick förklarade detta på följande sätt i ett anförande 2015:
"Orsaken till att balansräkningen mer än trefaldigades var att Riksbanken från och med oktober 2008 lånade ut stora belopp i amerikanska dollar och i svenska kronor till de svenska bankerna. Dollarutlåningen finansierades till största delen genom att Riksbanken i sin tur lånade dollar av Federal Reserve. Utlåningen av kronor resulterade i att bankernas innehav av svenska kronor ökade, medel som i slutändan placerades hos Riksbanken. Det avspeglades på balansräkningen i form av en större penningpolitisk skuld."
Detta har följts upp med ett antal ytterligare åtgärder, också motiverade med erfarenheterna från finanskrisen. Däribland beslutet att öka valutareserven med hundra miljarder (december 2012) genom upplåning enligt avtal från Riksgälden.

## Statlig utredning

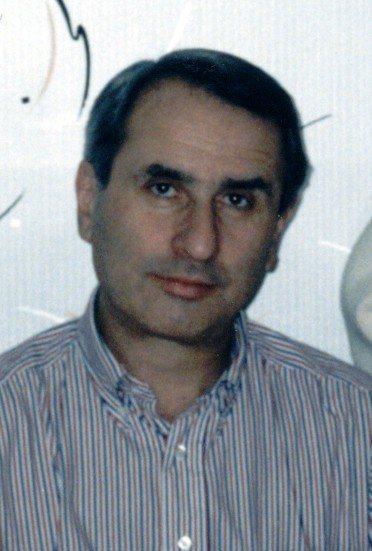
Harry Flam, professor i internationell ekonomi. Fotot: 1995.

Finanskrisen från 2008 och framåt drabbade även Sverige. Mot bakgrund av detta beslutade regeringen 2011 att tillsätta en statlig utredning om Riksbankens balansräkning (SOU 2013:9)). Utredningen skulle beskriva hur erfarenheterna av krisen påverkat synen på Riksbankens balansräkning, bland annat gällande storleken och finansieringen av valutareserverna samt storleken på det egna kapitalet. Uppdraget gick till professor Harry Flam, vilken genom utredningen la följande förslag:
1. Riksbankens kapital: Att Riksbanken ska ha ett kostnadsfritt kapital på minst 75 miljarder kronor, varav 30 miljarder i eget kapital. Och att vinst bara ska kunna delas ut då dessa kapitalvillkor är uppnådda. 
2. Riksbankens valutareserv: Vid behov ska Riksbanken dessutom ha möjlighet att på förhand förstärka valutareserven upp till 200 miljarder kronor genom lån i Riksgälden.
3. Riksbankens oberoende: Oberoendet bör stärkas. Med detta avses förenklat uttryckt oberoende från politiken, från riksdag och regering. För fördjupning se  artikeln Oberoende centralbank. 
4. Kostnader för valutareserven: Kostnaden för den del av valutareserven som upplånas bör bäras av bankerna genom avgifter. 
5.Valutarisken på grund av innehav av olika valutor: Denna risk bör flyttas från Riksbanken till Riksgäldskontoret.
Den 30 januari 2013 lämnades utredningen, med dessa förslag, till den dåvarande finansmarknadsministern Peter Norman. Därefter skickades den ut på remiss.

### Remissvar
- Finansinspektionen stödde utredningens förslag och framhöll framförallt vikten av ett tydligare ramverk för valutareserven. Remissvaret innehöll allmänna resonemang om valutareserven och Riksbankens kapital, men tog inte ställning till de föreslagna nivåerna.

- Riksgälden bedömde förslaget om Riksbankens kapital som välavvägt.

- Svensk bankförening koncentrerade sig på valutareserven i sitt remissvar, där de presenterade några egna synpunkter. I övrigt såg föreningen det som en allmän svaghet i betänkandet att det inte framkom varför svenska banker finansierar sig med utländska investerare. Något som de menar beror på att pensionsbolag och AP-fonder köpt utländska tillgångar, på grund av nuvarande diversifieringsregler.